# Alondra Park
Alondra Park ist ein census-designated place (CDP) im Los Angeles County im US-Bundesstaat Kalifornien mit 8569 Einwohnern (Stand: Volkszählung 2020).

## Geographie
Alondra Park hat eine Fläche von ungefähr 3,0 km²

### Angrenzende Gemeinden
Im Westen grenzt das Gebiet von Lawndale, im Norden das Gebiet von Hawthorne, im Osten das Gebiet von Gardena und im Süden von Torrance an Alondra Park.

## Geschichte
1927 erwarb der Los Angeles County das Gebiet, das Alondra Park werden sollte. 1929 wurden die Pläne des County vorgestellt. Es sollte ein Erholungsgebiet mit Spielplätzen, Schwimmbad, einem Golfplatz und einem großen See entstehen. Wegen der Weltwirtschaftskrise wurden die Pläne zunächst nicht weiter verfolgt. In den 1930ern wurden lediglich Entwässerungsarbeiten durchgeführt. Während des Zweiten Weltkrieges diente das noch unerschlossene  Gebiet als Exzerzier- und Übungsgebiet. Nach dem Krieg wurde die Erschließung aufgenommen. 1946 wurde der Park eröffnet. Im folgenden Jahr wurde der Alondra Lake vollendet und der Grundstein für das El Camino College gelegt. 1950 wurde der Golfplatz eröffnet. Zwischen 1930 und 1962 versuchten die umliegenden Gemeinden erfolglos das Gebiet von Alondra Park einzugemeinden.

## Bildung

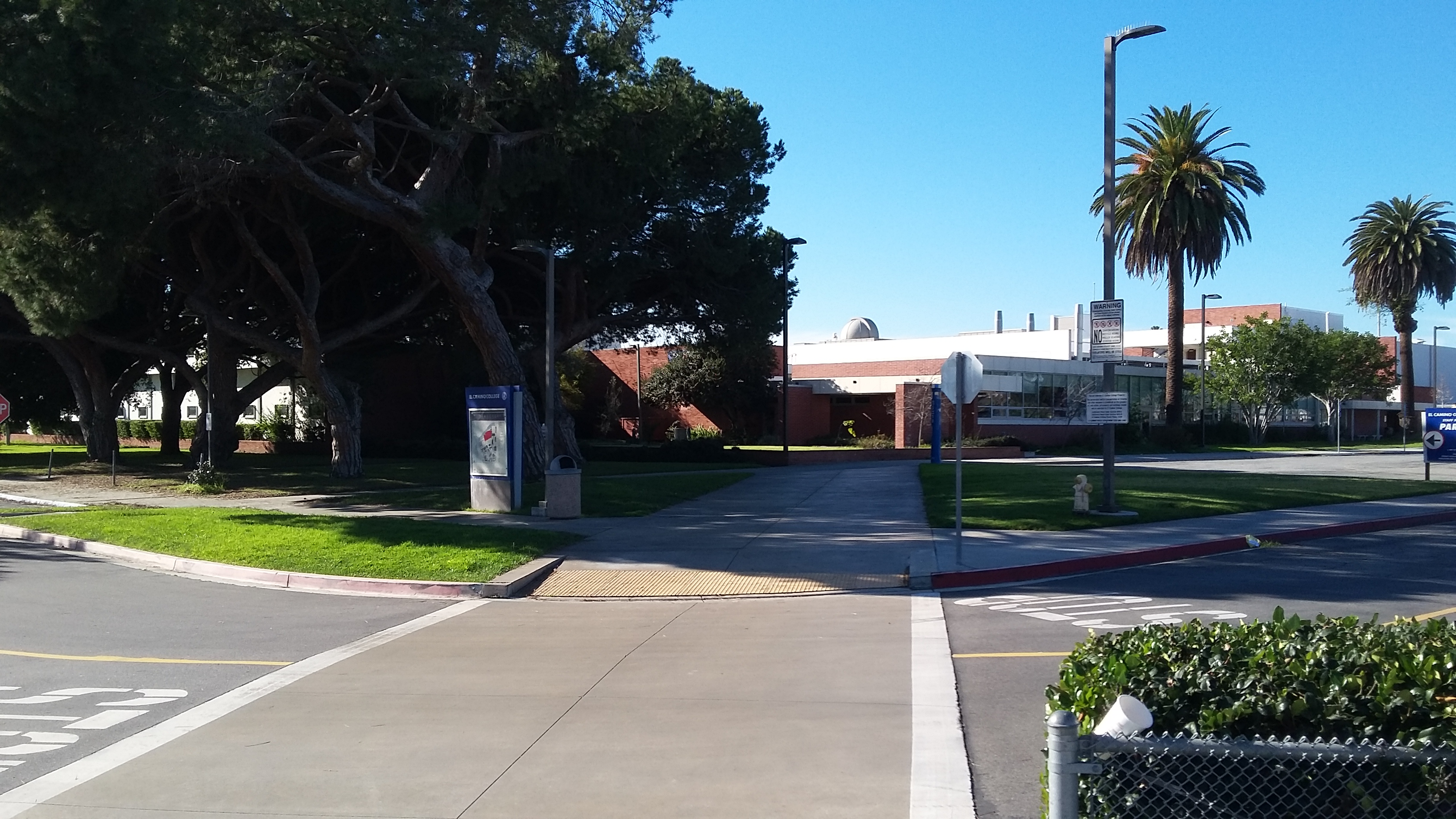
El Camino College von der Kreuzung Crenshaw Boulevard und Manhattan Beach Boulevard gesehen.

Auf der Fläche von Alondra Park gibt es mehrere Schulen und ein College.

## Erholung
Der Ort verfügt über zwei Parkanlagen, den Alondra Park und den Bodger Park sowie über einen eigenen Golfplatz.

## Kirchen
In Alondra Park steht die Alondra Park United Methodist Church.